# Stephen Vizinczey

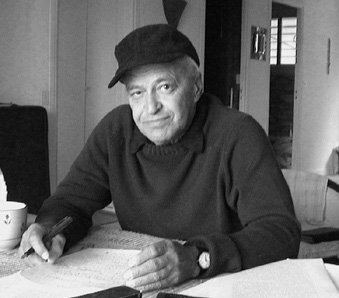
Stephen Vizinczey

Stephen Vizinczey (Káloz, 12 mei 1933 - Londen, 18 augustus 2021) was een Canadees (Engelstalig) schrijver van Hongaarse komaf.

## Leven en werk
Vizinczey verkeerde al op jonge leeftijd in artistieke kringen, studeerde onder Georg Lukács aan de Universiteit te Boedapest en publiceerde al op zijn zestiende zijn eerste gedichten. Hij verliet Hongarije nadat hij betrokken was bij de Hongaarse Opstand in 1956, meer in het bijzonder bij de omverwerping van het Stalin-beeld. Via Italië kwam hij uiteindelijk in Canada (Montreal) terecht, waar hij later ook de Canadese nationaliteit aannam. In 1966 verhuisde hij naar Londen.
Het bekendste werk van Vizinczey is In Praise of Older Women (1965), waarin hij het verhaal vertelt van de jonge András Varda, die op rijpere vrouwen valt, in een door oorlog verscheurd Hongarije. De roman beschrijft openhartig over de ontmoetingen met tal van bijzondere, heel verschillende vrouwen, en wat zijn amoureuze avonturen met al deze middelbare vrouwen hem hebben geleerd over seks, liefde en de wereld. Het boek verscheen in november 2010 voor het eerst in het Nederlands onder de titel Loflied op de rijpe vrouw.
Een andere bekende roman van Vizinczey is An Innocent Millionaire (1983), over het onzekere leven van de zoon van een Amerikaanse acteur in Europa. In Nederland verscheen in 2010 een bundeling van zijn recensies en essays onder de titel Waarheid en leugen in de literatuur. 
Vizinczey citeert in zijn werk veelvuldig literaire grootheden, zoals Poesjkin, Gogol, Balzac, Von Kleist en vooral de door hem zeer bewonderde Stendhal. Zijn werk heeft altijd een serieuze diepgang maar staat tevens bekend als prikkelend en onderhoudend.

## Essays
Vizinczey heeft twee boeken geschreven met literaire, filosofische en politieke essays: The Rules of Chaos (1969) en Truth and Lies in Literature (1985).

## Onderscheidingen
Isola D'Elba Raffaello Brignetti International Literary Prize 2004